# Tour della nazionale maschile di rugby a 15 del Galles 1994
Tra le due edizioni del 1991 e del 1995 della coppa del Mondo, la nazionale gallese di rugby union si reca varie volte in tour oltremare.
Nel 1994 la nazionale del Galles si reca in tour in Canada e Sud Pacifico, cedendo solo alle fortissime Samoa, come peraltro già successo nel 1991 ai mondiali.

## Risultati
| Arbitro: | D.Mews |

|           |      |                         |
| Mc Kinnon | mt   | Arnold, Clement, Manley |
| Rees      | tr   | N.Jenkins 2             |
| Ress 4    | c.p. | N.Jenkins 3             |

| Arbitro: | Ian Rogers |

|        |      |                  |
|        | mt   | I. Evans, Hall 2 |
|        | tr   | N.Jenkins 3      |
| Rees 5 | c.p. | N.Jenkins 4      |

| Arbitro: | Efrahim Sklar |

|           |      |                |
| Veitayaki | mt   | Collins, Rayer |
|           | tr   | A Davies 2     |
| Bogisa    | c.p. | A Davies 3     |

| Arbitro: | Efrahim Sklar |

|             |      |               |
| Tuipulotu 3 | c.p. | Nel Jenkins 6 |

| Arbitro: | Barry Leask |

|             |      |              |
| Lam, Lima 2 | mt   |              |
| Kellett 2   | tr   |              |
| Kellett 5   | c.p. | N. Jenkins 3 |